# Фортификационные сооружения Мальты
Фортификационные сооружения Мальты включают в себя ряд цитаделей, фортов, сторожевых башен, артиллерийских батарей, редутов, дотов и окруженных крепостными стенами городов. Данные укрепления строились на протяжении тысячелетий, примерно с 1450 года до нашей эры до середины XX века; их сооружение является следствием удачного географического положения Мальтийских островов и естественных гаваней, которые имели важное стратегическое значение для различных держав.
Самыми ранними укреплениями на Мальте являются оборонительные стены, построенные вокруг поселений бронзового века. Позднее ряд оборонительных сооружений возвели финикийцы, римляне и византийцы, но на сегодняшний день сохранилась лишь малая их часть. К позднему Средневековью основными укреплениями на Мальте стали тогдашняя ее столица ― Мдина, цитадель на острове Гоцо, Кастелло-а-Маре (старое название форта Сант-Анджело) и несколько береговых смотровых башен.
Укрепления на Мальте были значительно усовершенствованы в период между 1530 и 1798 годами ― в то время, когда островами правил Орден Святого Иоанна. Госпитальеры построили новые фортификационные сооружения с бастионами ― самыми масштабными из них являются защитные укрепления Биргу и Валлетты, а также «осовременили» средневековые башни и крепости. К концу XVIII века Мальта уже располагала обширными укреплениями вокруг Великой гавани и Марсамшетта, а также развитой системой береговой обороны, состоящей из батарей, редутов и ретраншементов.
С 1800 года, после кратковременной французской оккупации, Мальта стала находиться под властью Британской империи. Между 1870-ми и 1900-ми годами вокруг береговой линии Мальты и вдоль Великого разлома (англ. Great Fault) большими темпами шло сооружение нескольких многоугольных фортов и батарей, в том числе были построены 12-километровые линии Виктории. В 1930–1940-х годах были возведены форт Кэмпбелл (Мальта), ряд дотов и несколько объектов противовоздушной обороны, которые хронологически стали последними укреплениями, сооруженными на Мальте.
Фортификационные сооружения Мальты считаются одними из лучших образцов военной архитектуры в мире. Уитуорт Портер, служивший в Корпусе королевских инженеров, в своей книге «История Мальтийской крепости» (англ. A History of the Fortress of Malta), написанной в 1858 году, назвал Мальту «наиболее мощной искусственной крепостью в мире». Писатель Мэтьюрин Мюррей Баллоу в 1893 году в книге «История Мальты» отметил, что «ни в одной части мира не существует более совершенного кордона оборонительных сооружений, чем на Мальте». Британский архитектор Квентин Хьюз назвал укрепления острова «непревзойденными по сосредоточенности и величественности»; схожее мнение высказал судья и историк Джованни Бонелло, заявив, что «нигде в мире нет укреплений более обширных, более впечатляющих, более выдающихся, чем на Мальте».